# Trailer Park of Terror

Trailer Park of Terror est un film d'horreur américain, réalisé par Steven Goldmann, sorti en 2008.

## Synopsis
Norma, une séduisante jeune femme habitant dans un mobile home parmi tant d'autres, assassine ses voisins après qu'ils ont accidentellement tué son petit ami. Quelque temps plus tard, six jeunes en difficulté, avec leur pasteur, heurtent un camion en pleine nuit. Ils parviennent à se réfugier chez la terrible femme, qui accompagnée de ses vieilles victimes, devenue des morts-vivants, décident d'éradiquer les nouvelles venues...

## Fiche technique
- Titre : Trailer Park of Terror
- Réalisation : Steven Goldmann
- Scénario : Timothy Dolan
- Production : Jonathan Bogner, Ralph Singleton
- Musique : Alan Brewer
- Pays d'origine : États-Unis
- Genre : horreur
- Durée : 97 minutes

## Distribution
- Nichole Hiltz (VQ : Aline Pinsonneault) : Norma
- Jeanette Brox (VF : Ilana Castro ; VQ : Geneviève Désilets) : Bridget
- Ricky Mabe (VQ : Nicolas Bacon) : Michael
- Ryan Carnes (VQ : Alexandre Fortin) : Alex
- Lew Temple (VQ : Jacques Lavallée) : Marv
- Matthew Del Negro (VQ : Frédéric Paquet) : pasteur Lewis
- Stefanie Black : Tiffany
- Cody McMains (VQ : Hugolin Chevrette) : Jason
- Priscilla Barnes (VF : Pascale Jacquemont ; VQ : Chantal Baril) : Jean, la mère de Norma
- Hayley Marie Norman (VQ : Agathe Lanctôt) : Amber